# محمد منفی
محمد یونس مِنفی (عربی: محمد يونس المنفي؛ زاده ۳ مارس ۱۹۷۶) دیپلمات و سیاستمدار اهل لیبی است که در ۵ فوریه ۲۰۲۱، به عنوان رئیس شورای ریاست‌جمهوری لیبی در انجمن گفتگوی سیاسی لیبی انتخاب شد. وی پیش از این، به عنوان سفیر لیبی در یونان خدمت کرده بود.